# Jean-Baptiste Pierre Saurine
Jean-Baptiste Pierre Saurine fue un clérigo y un político francés, nacido el 10 de marzo de 1733 en Eysus (Pirineos Atlánticos) y murió el 9 de mayo de 1813 en Soultz-Haut-Rhin.

## Biografía
Jean-Baptiste Pierre, conocido como Jean-Pierre Saurine, fue ordenado sacerdote por Msr de Révol, vicario de Sainte-Marie d'Oloron . Luego se convirtió en párroco de Eysus.
Fue elegido diputado del clero a los Estados Generales el , por el clero de Béarn. Miembro activo del Club de los jacobinos, participó en gran medida en las discusiones sobre la constitución civil del clero. Hizo el juramento eclesiástico y fue elegido el 16 de febrero de 1791, obispo constitucional de Landes, sentado en Dax. Fue consagrado el 27 de febrero de 1791 en París por Jean-Baptiste Gobel. Un breve del Papa fechado 13 de abril de 1791 declaró nula esta elección y sacrilegio de consagración.
El 6 de septiembre de 1792, Saurine fue elegido Diputado de las Landas a la Convención donde era uno de los moderados. Votó en contra de la muerte de Luis XVI, declarando: “No voté como un juez. Mis electores no me mandaron a juicio penal, porque, durante las asambleas electorales, sólo se trataba de una caducidad constitucional. Voto por la medida general de seguridad, por la detención de Louis y su familia hasta la paz. Esta medida parece ser la única útil, la única adecuada a los intereses del pueblo ya las circunstancias. »
Mientras era miembro del Comité de Inspectores del Salón, Secretarías e Imprenta, se mostró hostil al arresto de los girondinos Gironda (Revolución Francesa) durante los días 31 de mayo y 2 de junio de 1793 firmando una protesta con otros diputados. Por esto estaba preocupado y se vio amenazado de arresto en octubre de 1793. A pesar de todo, logra evitar la prisión y se reincorpora a la Convención el 18 de Frimario Año III (8 de diciembre de 1794). Luego se unió a las medidas de austeridad contra el jacobinismo. Fue reelegido diputado de las Landas al Consejo de los Quinientos, el 23 de Vendémiaire Año IV (15 de octubre de 1795).